# Christoph Böttigheimer
Christoph Böttigheimer (* 17. August 1960 in Schwäbisch Gmünd) ist ein deutscher römisch-katholischer Theologe.

## Leben
Böttigheimer studierte von 1983 bis 1988 römisch-katholische Theologie an der Universität Innsbruck und an der Universität Tübingen. Es folgten 1993 die Promotion zum Dr. theol. sowie 1996 die Habilitation, jeweils an der Universität München. Seit 2002 ist Böttigheimer Professor für Fundamentaltheologie an der Katholischen Universität Eichstätt-Ingolstadt. Er ist Unterzeichner des Memorandums „Kirche 2011: Ein notwendiger Aufbruch“.

## Werke (Auswahl)
- Der Mensch im Spannungsfeld von Sünde und Freiheit. Die ökumenische Relevanz der Erbsündenlehre, Münchener theologische Studien: 2, Systematische Abteilung; Band 49, St. Ottilien 1994, ISBN 3-88096-249-9.
- Zwischen Polemik und Irenik. Die Theologie der einen Kirche bei Georg Calixt, Studien zur systematischen Theologie und Ethik, Band 7, Münster 1996, ISBN 3-8258-2837-9.
- Glaubensnöte. Theologische Überlegungen zu bedrängenden Glaubensfragen und Kirchenerfahrungen, Freiburg im Breisgau 2011, ISBN 978-3-451-32346-1.
- Lehrbuch der Fundamentaltheologie. Die Rationalität der Gottes-, Offenbarungs- und Kirchenfrage, Freiburg im Breisgau 2012, ISBN 978-3-451-32491-8.
- Glauben verstehen. Eine Theologie des Glaubensaktes Freiburg im Breisgau 2012, ISBN 978-3-451-33264-7.